# Boscos de pluja de les Illes Andaman
Andaman és un arxipèlag de l'oceà Índic que avui forma junt amb les illes Nicobar un territori de la Unió Índia anomenat Illes Andaman i Nicobar, amb capital a Port Blair. Les Andamans es componen de 204 illes de diferents dimensions i es troben a la badia de Bengala. Pràcticament totes les illes pertanyen a l'Índia, tot i que algunes illes a l'extrem més septentrional de l'arxipèlag pertanyen a Myanmar

## Geografia
El grup del nord o Gran Andaman està format per les illes South Andaman, Middle Andaman i North Andaman; després hi ha un gran nombre d'illes menors i illots, destacant les illes Interview Island, Outram, Henry Lawrence, i el grup de les Havelock Islands (a l'est de Middle Andaman i a l'oest de la mar d'Andaman); l'illa més al sud és la Rutland. La superfície de les illes principals és de 132 km² la North, 153 km² la Middle i 126 km² la South, i del conjunt 6.408 km².
La serralada central té la seva altura màxima al Saddle Peak, de 732 metres. La vegetació és tropical amb absència de palmeres a diferència de Nicobar. Hi ha poca vida animal; entre els mamífers només els porcs i rates; hi ha iguanes, escorpins, i serps diverses. Els ocells són poc abundants; en canvi els peixos són abundants a les seves aigües, incloent taurons i tortugues.
Hi ha alguna producció de carbó; els esculls arriben fins a uns quants kilòmetres de la costa.

## Clima
Les Andamans són tropicals càlides, amb temperatures atmosfèriques que oscil·len entre 22 i 30 °C i 3.000-3800 mm de precipitació mitjana anual. Les precipitacions estan fortament influenciades pels monsons, que provenen del sud-oest (maig a setembre) i del nord-est (octubre a desembre).

## Evolució geològica
Els Andamans formen part geològicament del llarg arc illenc que va des de Arakan Yoma a Myanmar fins a les illes Mentawai, al costat de Sumatra i inclou les selves tropicals de les Illes Nicobar [IM0133] i moltes muntanyes submarines. L'arc es va constituir com a elevació al llarg de la subducció de la placa índia-australiana a l'Eocè tardà o a l'Oligocè inicial. L'obertura del mar d'Andaman al Miocè mitjà (fa uns 10,8 m) va marcar el primer aïllament dels andamans de la part continental. La caiguda del nivell del mar del Plistocè va tornar a connectar les illes a la part continental de Myanmar fa uns 10.000 anys (Das, 1999).

## Flora
Les principals categories de vegetació natural d'Andamans són els boscos costaners i de manglars i els interiors boscos perennes i caducifolis. Els manglars són extensos a les Andamans i representen aproximadament el 15 per cent de la superfície de l'arxipèlag. Tots els arbres més comuns pertanyen a la família Rhizophoraceae i acostumen a assolir alçades de 6-24 m. Els boscos de fulla perenne es formen sobre sòls argilosos i amb un baix contingut d'humus a sobre de gresos micacis. Les espècies d'arbres dominants arriben a alçades de 40-60 m, incloent Dipterocarpus griffithii, D. turbinatus, Sideroxylon longipetiolatum, Hopea odorata, Endospermum malaccense i Planchonia andamanica. Existeixen boscos de fulla caduca principalment a l'Andamà Nord, a l'Andamà mitjana i a l'illa de Baratang i a algunes parts de l'Andaman del Sud. Aquests boscos han perdut les fulles (totalment o parcialment) durant l'època seca i sovint es compon d'arbres alts que arriben als 40-50 m, incloent Terminalia procera, T. bialata, T. manii, Canarium euphyllum, Ailanthes kurzii, Parishia insignis, Diploknema butyracea, Albizia lebbek, Tetrameles nudiflora i Pterocymbium tinctorium.